# Ảnh hưởng sức khỏe của ánh sáng mặt trời

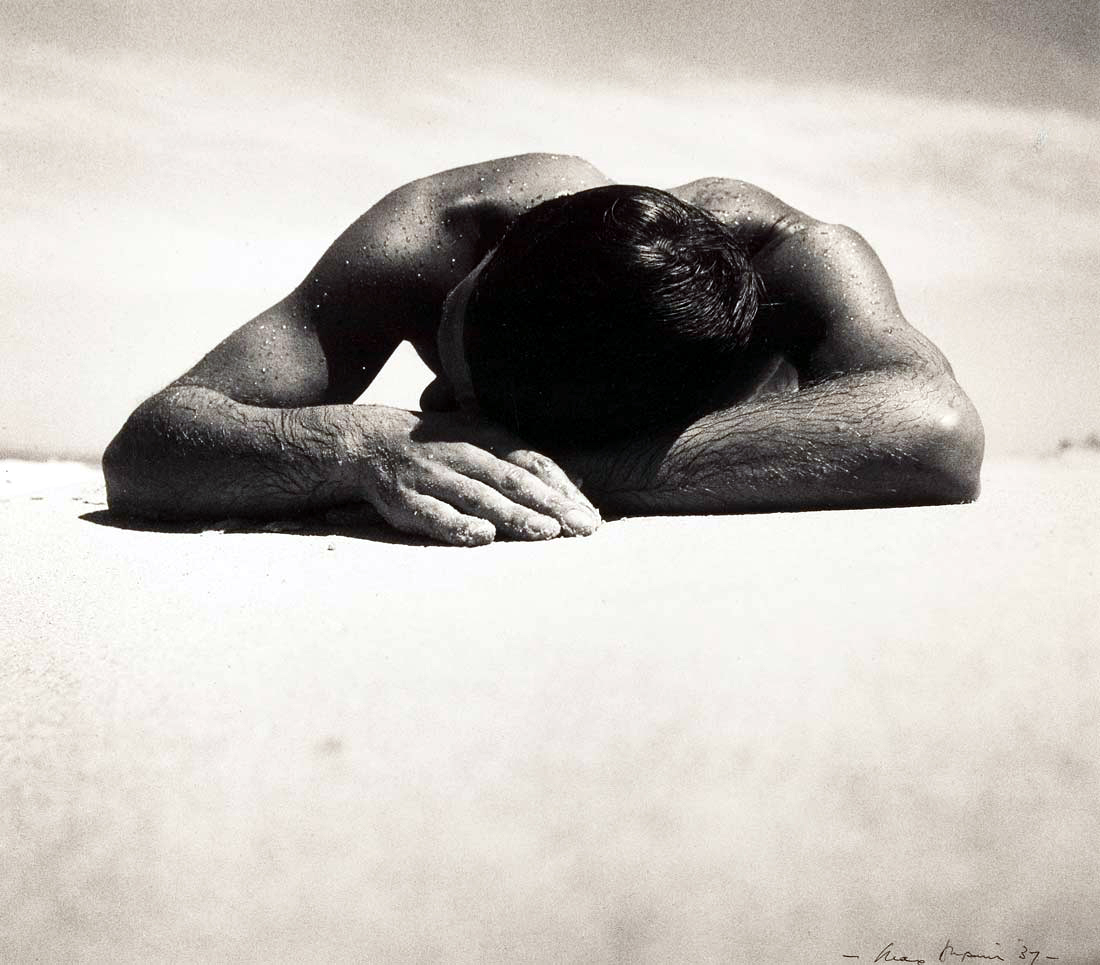
Sunbaker, by Max Dupain

Bức xạ cực tím từ ánh sáng mặt trời có cả ảnh hưởng tích cực và tiêu cực lên sức khỏe, bởi vì vừa là nguồn cung cấp chính vitamin D3 nhưng lại vừa gây nên đột biến. Thực phẩm bổ sung có thể cung cấp vitamin D mà không có tác dụng gây đột biến này. Vitamin D có nhiều ảnh hưởng tích cực đối với sức khỏe, như làm chắc xương và có khả năng ức chế sự phát triển một số bệnh ung thư. Tiếp xúc với tia cực tím cũng có ảnh hưởng tích cực lên nồng độ endorphin và có thể ngăn ngừa bệnh đa xơ cứng. Ánh sáng khả kiến mặt trời mang lại lợi ích cho sức khỏe thông qua vai trò tổng hợp melatonin, duy trì nhịp điệu sinh học, và giảm nguy cơ rối loạn cảm xúc theo mùa.
Tiếp xúc với ánh sáng mặt trời trong thời gian dài được biết có liên quan đến sự phát triển ung thư da, lão hóa da, ức chế miễn dịch và các bệnh về mắt như đục thủy tinh thể và thoái hóa điểm vàng. Ảnh hưởng bức xạ UV ở vĩ độ cao, nơi tuyết rơi trên mặt đất vào đầu mùa hè và mặt trời vẫn còn ở vị trí thấp ngay cả lúc đạt thiên đỉnh, đã được xem xét bởi Meyer-Rochow. Phơi quá lâu trong thời gian ngắn là nguyên nhân gây sạm nắng, mắt bị chói tuyết và rối loạn điểm nhìn võng mạc do ánh sáng mặt trời.
Tia UV trong ánh sáng mặt trời và đèn chiếu mạnh được liệt kê là tác nhân gây ung thư duy nhất được biết đến là có lợi cho sức khỏe, và một số tổ chức y tế công cộng khuyên nên có sự cân bằng giữa nguy cơ tiếp xúc quá nhiều hoặc quá ít ánh sáng mặt trời. Có một sự đồng thuận chung rằng luôn luôn cần phải tránh cháy nắng.